# 28 (число)
Вижте пояснителната страница за други значения на 28.
Двайсет и осем (също и двадесет и осем) е естествено число, предхождано от двайсет и седем и следвано от двайсет и девет. С арабски цифри се записва 28, а с римски – XXVIII. Числото 28 е съставено от две цифри от позиционните бройни системи – 2 (две) и 8 (осем).

## Математика
- 28 е четно число.
- 28 е съставно число.
- Делители на 28 (без 28) са 1, 2, 4, 7 и 14, а сборът им също е 28. Това прави 28 второто съвършено число (след 6).
- 28 е седмото триъгълно число (T7 = 1+2+3+4+5+6+7 = 28).
- 28 е сбор от първите пет прости числа (2+3+5+7+11 = 28) и едновременно и сбор от първите пет непрости числа (1+4+6+8+9 = 28).
- 28 е седмото щастливо число.
- 28 = 2²+2³+2⁴

## Други факти
- Химичният елемент под номер 28 (с 28 протона в ядрото на всеки свой атом) e никел.
- 28 е атомната маса на най-разпространения стабилен изотоп на силиция – 28Si.
- 28 февруари е последният ден на февруари в обикновена година.